# Perdita sonorensis
Perdita sonorensis är en biart som beskrevs av Cockerell 1899. Perdita sonorensis ingår i släktet Perdita och familjen grävbin. Inga underarter finns listade i Catalogue of Life.